# Pristimantis vermiculatus
Pristimantis vermiculatus är en groddjursart som först beskrevs av William Edward Duellman och Lehr 2007.  Pristimantis vermiculatus ingår i släktet Pristimantis och familjen Strabomantidae. Inga underarter finns listade i Catalogue of Life.